# Иранский сцинк
Иранский сцинк (лат. Scincus conirostris) — вид сцинковых ящериц, ранее считавшийся подвидом обыкновенного сцинка. Распространён в Передней Азии.

## Внешний вид
Средних размеров сцинк с плотным прямоугольным в сечении туловищем, покрытым 24—30 рядами чешуй посередине, и длиной тела без хвоста до 11,2 см. Голова заострена на конце, шире шеи. Морда короче, чем у восточного сцинка. Нижняя челюсть погружена под верхнюю, а ноздри могут закрываться, чтобы не допустить попадания песка внутрь. Нижнее веко с прозрачным диском. Слуховой проход на уровне задних краёв рта, обычно прикрыт двумя зазубренными чешуйками. Конечности относительно короткие, с уплощёнными пальцами, имеющими зубчатый край. Хвост короткий, достигает лишь 80 % длины тела, очень толстый у основания. Окраска спины совпадает с песком, может быть от беловатой до красноватой со светлыми или тёмными пятнами или иногда с жёлтыми или оранжевыми поперечными рядами отметин.

## Ареал и образ жизни
В связи с тем, что вид долгое время считался подвидом обыкновенного сцинка, его точное распространение не определено. Известно, что он обитает на Аравийском полуострове (в Йемене, Омане, Саудовской Аравии, Объединённых Арабских Эмиратах, Бахрейне и Кувейте), а также в Ираке и в южных прибрежных областях Ирана. Обитает на песчаных субстратах на высоте до 600 м над уровнем моря. Активен днём. Исследован плохо — о питании и размножении вида нет данных.